# 6540 Stepling
A 6540 Stepling (ideiglenes jelöléssel 1982 SL1) a Naprendszer kisbolygóövében található aszteroida. Antonín Mrkos fedezte fel 1982. szeptember 16-án.